# Mordellistena pilosa
Mordellistena pilosa là một loài bọ cánh cứng trong họ Mordellidae. Loài này được Champion mô tả khoa học năm 1891.